# Plecoptera brunnescens
Plecoptera brunnescens är en fjärilsart som beskrevs av Walter Karl Johann Roepke 1938. Plecoptera brunnescens ingår i släktet Plecoptera och familjen nattflyn. Inga underarter finns listade i Catalogue of Life.